# Селедково
Селедково — село в Назаровском районе Красноярского края России. Входит в состав Подсосенского сельсовета.

## География
Село расположено в 71 км к востоку от райцентра Назарово.

## Население
| 2010 |
| ---- |
| 221  |

Гендерный состав
По данным Всероссийской переписи населения 2010 года 118 мужчин и 103 женщины из 221 чел.